# قشلاق اوچ دره علی شهامتی
قشلاق اوچ دره علی شهامتی یک روستا در ایران است که در استان اردبیل واقع شده‌است. قشلاق اوچ دره علی شهامتی ۱۸ نفر جمعیت دارد.